# Villanueva (Honduras)
Villanueva è una città dell'Honduras facente parte del dipartimento di Cortés.
Il comune venne istituito il 23 agosto 1871 ed ottenne lo status di città l'8 marzo 1945.